# Lauren Henry
Lauren Henry (Lutterworth, 21 dicembre 2001) è una canottiera britannica, campionessa olimpica nel 4 di coppia a Parigi 2024 insieme a Hannah Scott, Lola Anderson e Georgina Brayshaw.

## Palmarès
- Giochi olimpici

Parigi 2024: oro nel 4 di coppia;
- Campionati del mondo di canottaggio

Belgrado 2023: oro nel 4 di coppia.
- Campionati europei di canottaggio

Bled 2023: bronzo nel 4 di coppia.
Seghedino 2024: oro nel 4 di coppia.